# Madame l'archiduc

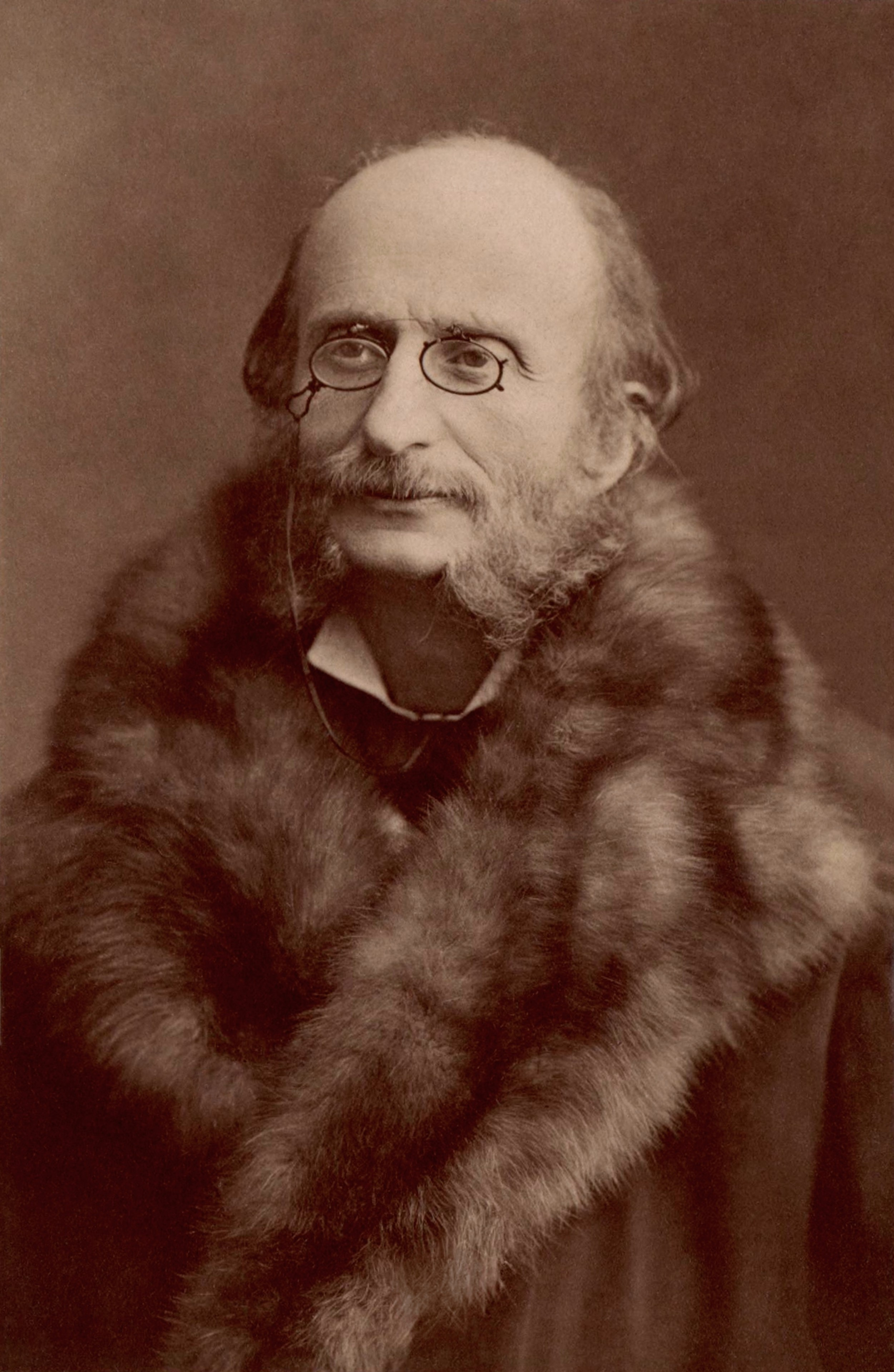
Jacques Offenbach

Madame l'archiduc är en opéra bouffe (operett) i tre akter med musik av Jacques Offenbach och libretto av Albert Millaud.

## Historia
Operetten hade premiär den 31 oktober 1874 på Théâtre des Bouffes-Parisiens i Paris och spelades 100 gånger. Den sattes upp i Wien 1874 och i London 1876. Bland musiknumren kan nämnas kvartetten i akt I sjungen av greven, grevinnan och det unga paret, en 'alfabet'-sextett för Marietta, Giletti och konspiratörerna i akt II, samt en polka för dragonernas ankomst.
Rollen som kapten Fortunato tolkas lika ofta av en mezzosopran (ex: Laurence Grivot vid premiären) eller en tenor (som i fallet med inspelningarna 1956 och 1963).
Det bör också noteras att den tidsrumsliga situationen, samt karaktärerna Marietta, Giletti och ärkehertig Ernest motsvarar nästan ordagrant de som förekommer i Stendhals roman Kartusianklostret i Parma (1839).

## Personer
| Roller                                                   | Röststämma  | Premiärbesättning 31 oktober 1874 |
| -------------------------------------------------------- | ----------- | --------------------------------- |
| Marietta                                                 | mezzosopran | Anna Judic                        |
| Fortunato, kapten för ärkehertigens dragoner             | sopran      | Laurence Grivot                   |
| La Comtesse                                              | sopran      | Perret                            |
| Giacometta                                               | sopran      | Godin                             |
| Ärkehertigen Ernest                                      | tenor       | Daubray                           |
| Giletti                                                  | tenor       | Habay                             |
| Le Comte                                                 | baryton     | Lucien Fugère                     |
| Värdshusvärden                                           | tenor       | Homerville                        |
| Riccardo                                                 | baryton     | Desmonts                          |
| Beppino                                                  |             | Maxnère                           |
| Scoevola, en konspiratör                                 | tenor       | Pierre Grivot                     |
| Coclès, en konspiratör                                   | baryton     | Scipion                           |
| Thémistocle, en konspiratör                              | tenor       | Jean-Paul                         |
| Lycurgue, en konspiratör                                 | bas         | Guyot                             |
| Piano-dolce, en minister                                 | tenor       | Courcelles                        |
| Andantino, en minister                                   | tenor       | Durand                            |
| Tutti-frutti, en minister                                | bass        | Maxnère                           |
| Chi-lo-sa, en minister                                   | bass        | Rivet                             |
| Kör: servitörer, servitriser, dragoner, tjänare, hovfolk |             |                                   |

## Handling
Akt I: Ett värdshus
Fyra konspiratörer möts för att diskutera planen att göra sig av med ärkehertig Ernest. Tjänarna Giletti och Marietta på värdshuset ska gifta sig. Greven av Castelardo, som är i maskopi med ärkehertigen, anländer förklädd till värdshuset med sin unga hustru. När värdshuset omringas av ärkehertigens dragoner, ledda av den korte kapten Fortunato, övertalas Giletti och Marietta av greven att utge sig för att vara greven och grevinnan. Som tack får de 10 000 ecus. Fortunato arresterar det unga paret och förs till palatset i Castelardo.
Akt II: palatset i Castelardo
Giletti och Marietta möter konspiratörerna, som förklarar för Giletti att han måste mörda ärkehertigen. När ärkehertigen kommer flyr de dock. Ärkehertigen, som introducerar sig själv som den originellaste av alla ärkehertigar, dömer konspiratörerna till döden men överväldigas av Mariettas skönhet. Han abdikerar till hennes ära, men då utnämner hon konspiratörerna till ministrar.
Akt III: värdshuset
Fortunato måste utföra alla order från den nya härskaren, som önskar förhindra att Ernest kommer in i hennes rum om natten. Ärkehertigen fångas in men lyckas rädda sitt skinn genom att avslöja sin identitet för Fortunato, som låter honom fly, och därpå ägnar sitt intresse för den så kallade grevinnan. Giletti har utnämnts till ambassadör i Neapel och får med sig ett förseglat brev i vilket det står: "håll kvar denna idiot så länge som möjligt". Ärkehertigen har mött en annan vacker flicka på värdshuset - som visar sig vara den riktiga grevinnan. Han återtar makten, ger 10 000 ecus till Giletti och Marietta (som köper värdshuset för dem), och förvisar greven till Neapel med samma brev.